# Gare du Nord USFRT (Métro Paris)
Das Ausbildungszentrum der Pariser Métro Unité spécialisée en formation et réglementation du transport (USFRT) am Fernbahnhof Gare du Nord befindet sich in nicht mehr für den Linienverkehr genutzten Tunneln und Verbindungsstrecken im 10. Arrondissement von Paris. Herzstück ist der ehemalige Endbahnhof Gare du Nord der Linie 5, der nach einer Streckenverlängerung im Oktober 1942 durch einen neuen U-Bahnhof ersetzt wurde. Zur Abgrenzung gegenüber den aktuell im Fahrgastbetrieb genutzten Métrostationen gleichen Namens wird die Anlage heute als Gare du Nord USFRT bezeichnet.

## Lage

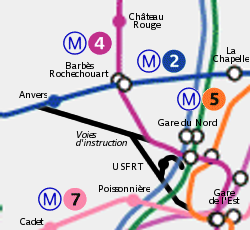
Lage des ehemaligen Endbahnhofs (schwarzer Punkt) im Verlauf der Wendeschleife mit den angrenzenden Verbindungstunneln (schwarze Linien)

Der ehemalige U-Bahnhof Gare du Nord der Linie 5 liegt in einem Tunnel unter dem Boulevard de Denain, direkt südlich des Bahnhofsgebäudes. Ursprünglich mit zwei Gleisen, einem dazwischen liegenden Mittelbahnsteig und Zugängen im Norden und Süden ausgestattet, existiert heute nur noch das östliche Streckengleis. Im Bereich der Station befindet sich eine Wartungsgrube im Gleisbereich. Ein großer Teil der ehemaligen Bahnhofsfläche wurde baulich abgetrennt und dient heute als Raum für das Ausbildungszentrum.
Unter dem unmittelbar nördlich der Métrostation angrenzenden Vorplatz des Fernbahnhofs, der Place Napoléon III, schließen sich die nach Osten abknickenden Reste einer ehemaligen Wendeschleife an, die heute als zweigleisige Abstellanlage genutzt wird.
Südlich des Gare du Nord USFRT zweigt die eingleisige Strecke unter der Place de Valenciennes in einen Verbindungstunnel unter dem Boulevard de Magenta ab, der an der Kreuzung mit der Rue de Saint-Quentin im Südosten auf die im Linienverkehr genutzten Gleise der Linie 5 trifft, welche ab hier ihrem neuen Streckenverlauf folgt.
Nach Norden verläuft der Verbindungstunnel zweigleisig bis zur Kreuzung mit der Rue de Dunkerque, wo er nach Nordwesten abzweigt und eingleisig bis zur Station Anvers der Linie 2 verläuft. Unter der Kreuzung Dunkerque und Magenta befindet sich zudem ein Verbindungsgleis zur Linie 4, das jedoch nur von Westen kommend befahren werden kann.

## Zugänge
Zum ehemaligen U-Bahnhof existierten ursprünglich drei Zugänge sowie ein Übergang zum Fernbahnhof und der Station der Linie 4. Während der südliche Treppenabgang an der Place de Valenciennes heute als Eingang für das Ausbildungszentrum dient, sind die beiden nördlichen Zugänge an der Place Napoléon III auf beiden Seiten des Boulevard de Denain der Öffentlichkeit zugänglich. Durch den vom dortigen Zwischengeschoss abzweigenden Verbindungsgang können sie heute als zusätzliche Eingänge zur Métrostation der Linie 4 genutzt werden. Die Treppe von der nördlichen Zwischenebene zum USFRT-Bahnsteig ist nicht mehr frei begehbar.

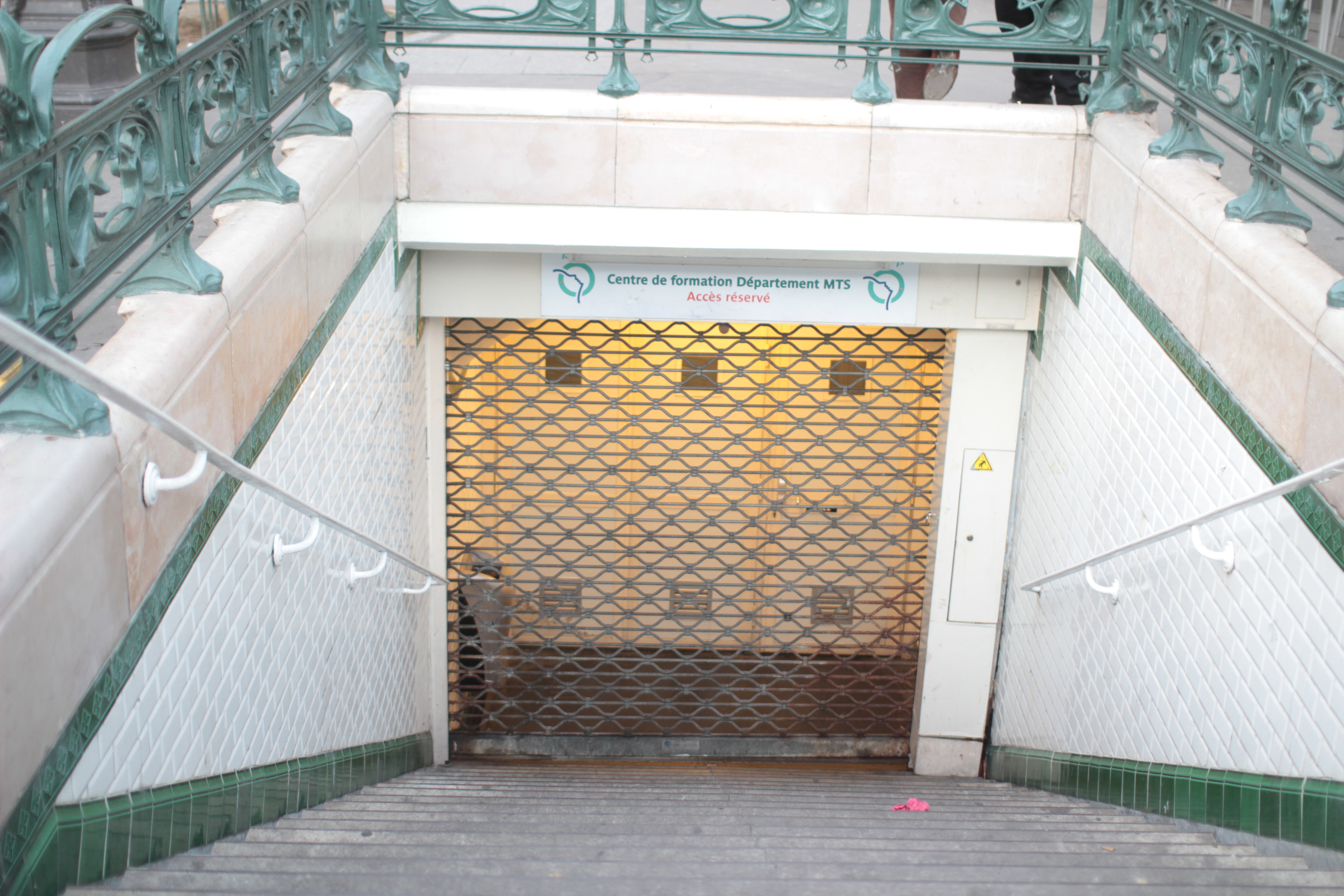
Südlicher Zugang zum USFRT an der Place de Valenciennes
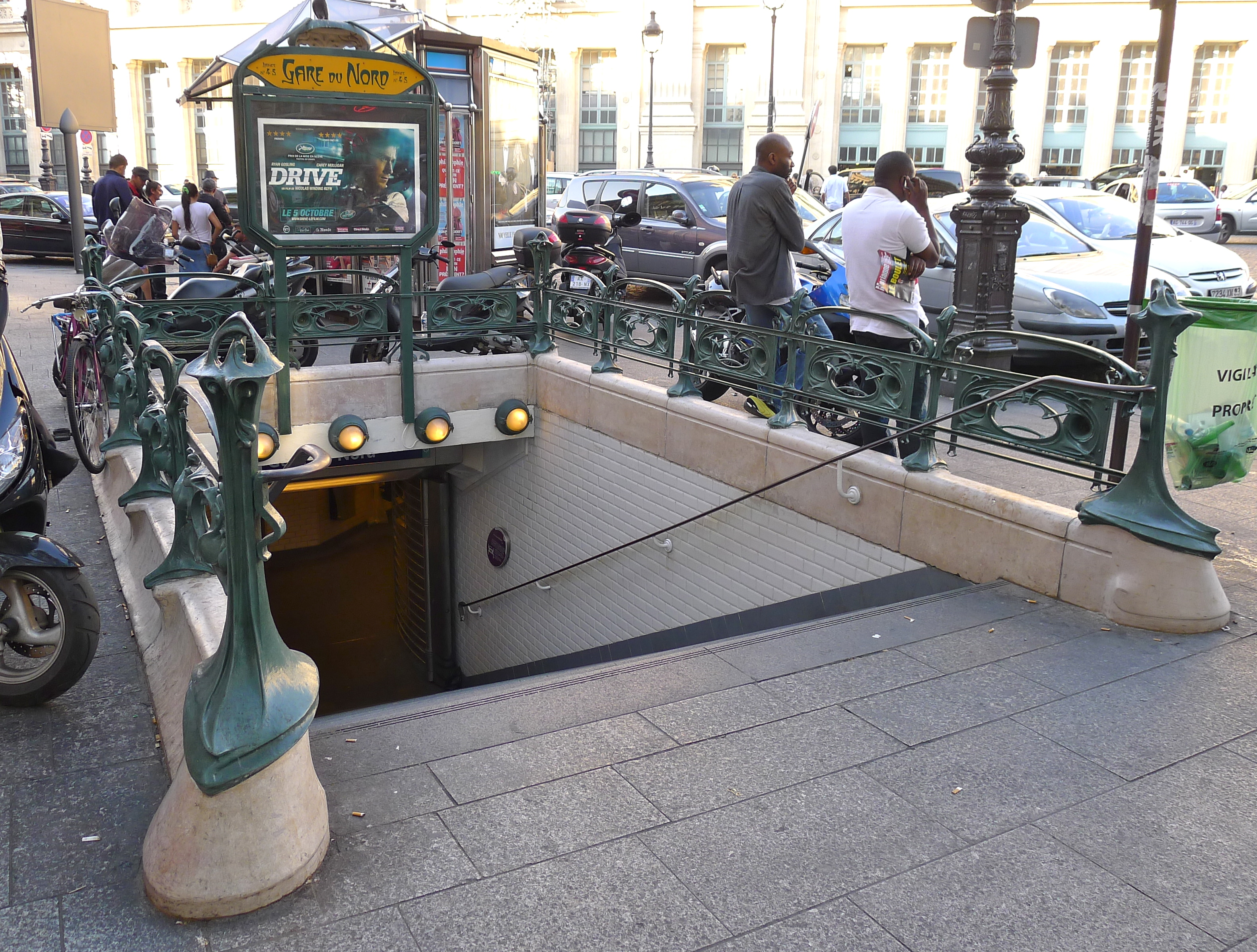
Die nördlichen Eingänge an der Place Napoléon III dienen heute dem Bahnhof der Linie 4

## Ausbildungszentrum
Im Tunnel unter dem Boulevard de Magenta existieren zwei provisorisch eingebaute Übungsbahnsteige mit den Namen Gare du Nord und Gare de l’Est, jeweils nordwestlich und südöstlich der Place de Valenciennes. Das zweite Gleis im Verbindungstunnel kann wie die ehemalige Wendeschleife zum Abstellen von Zügen genutzt werden. Die ehemalige Métrostation der Linie 5 trägt für den Ausbildungsbetrieb den Namen Bastille. Im Kreuzungsbereich unter der Place de Valenciennes existiert zudem die fiktive Station Republique und im Tunnel unter der Rue de Dunkerque die Übungsstation Anvers. Diese werden durch Markierungen und Stationsschilder an der Wand dargestellt. Zudem gibt es für den Übungsbetrieb in der gesamten Anlage diverse Signale.

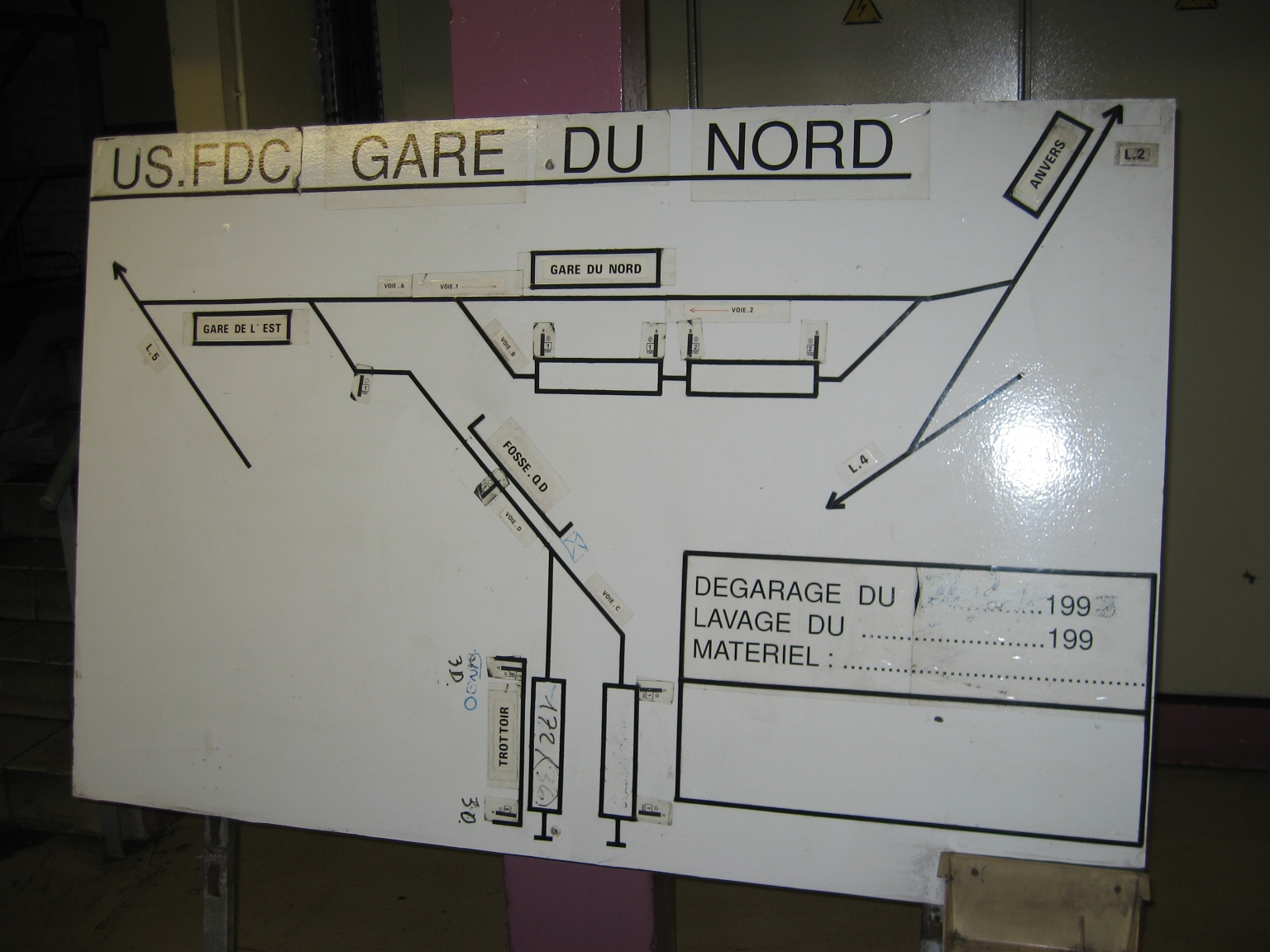
Nicht genordeter Gleisplan des USFRT: Der ehemalige U-Bahnhof ist mit „Fosse QD“ beschriftet, die Abstellanlage in der Schleife ist mit „Trottoir“ gekennzeichnet
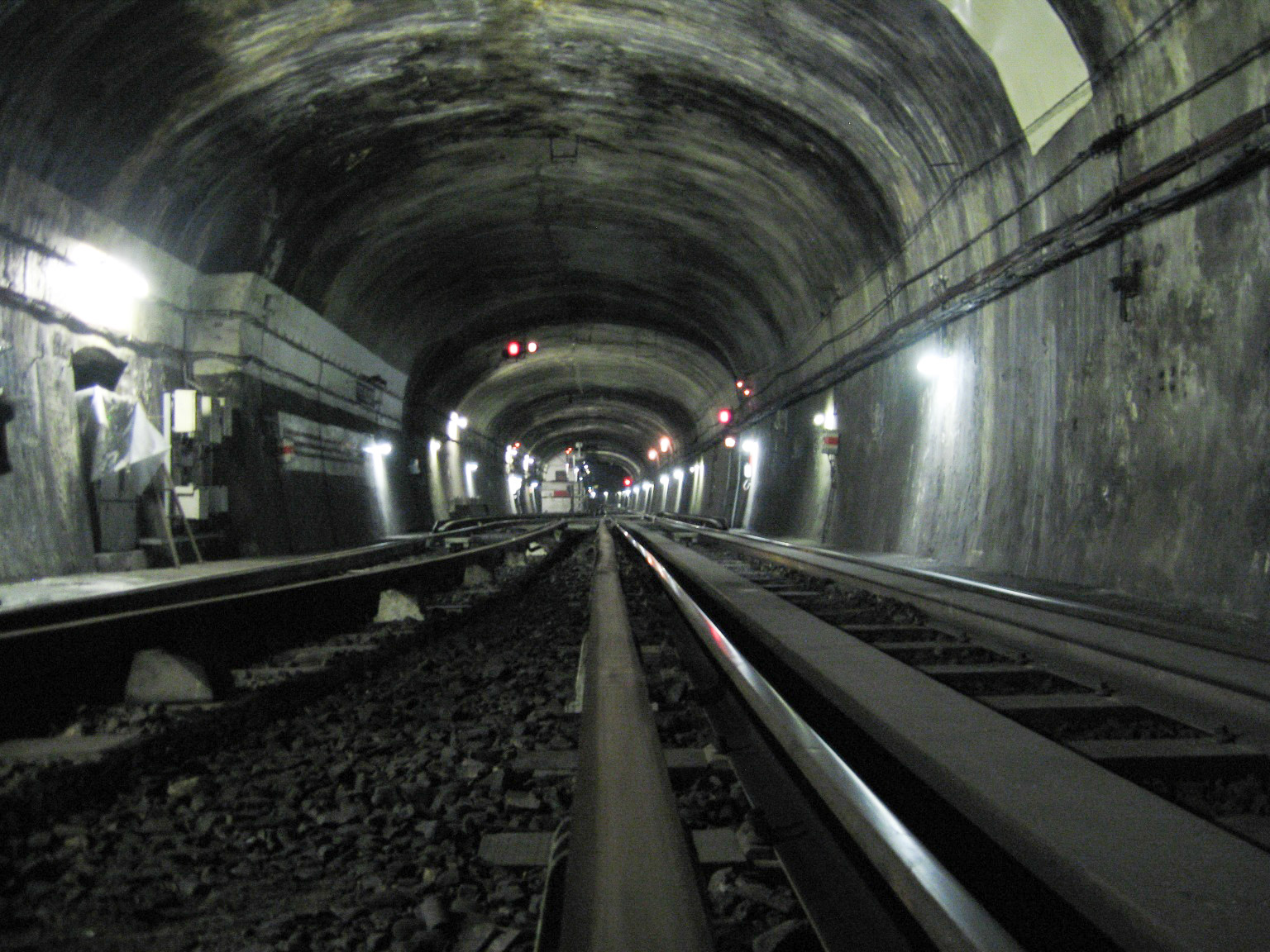
Unter dem Boulevard de Magenta, Blickrichtung Südost: Das linke Gleis (Voie D) zweigt zum ehemaligen U-Bahnhof ab, am Mauervorsprung die Markierung der fiktiven Station „Republique“
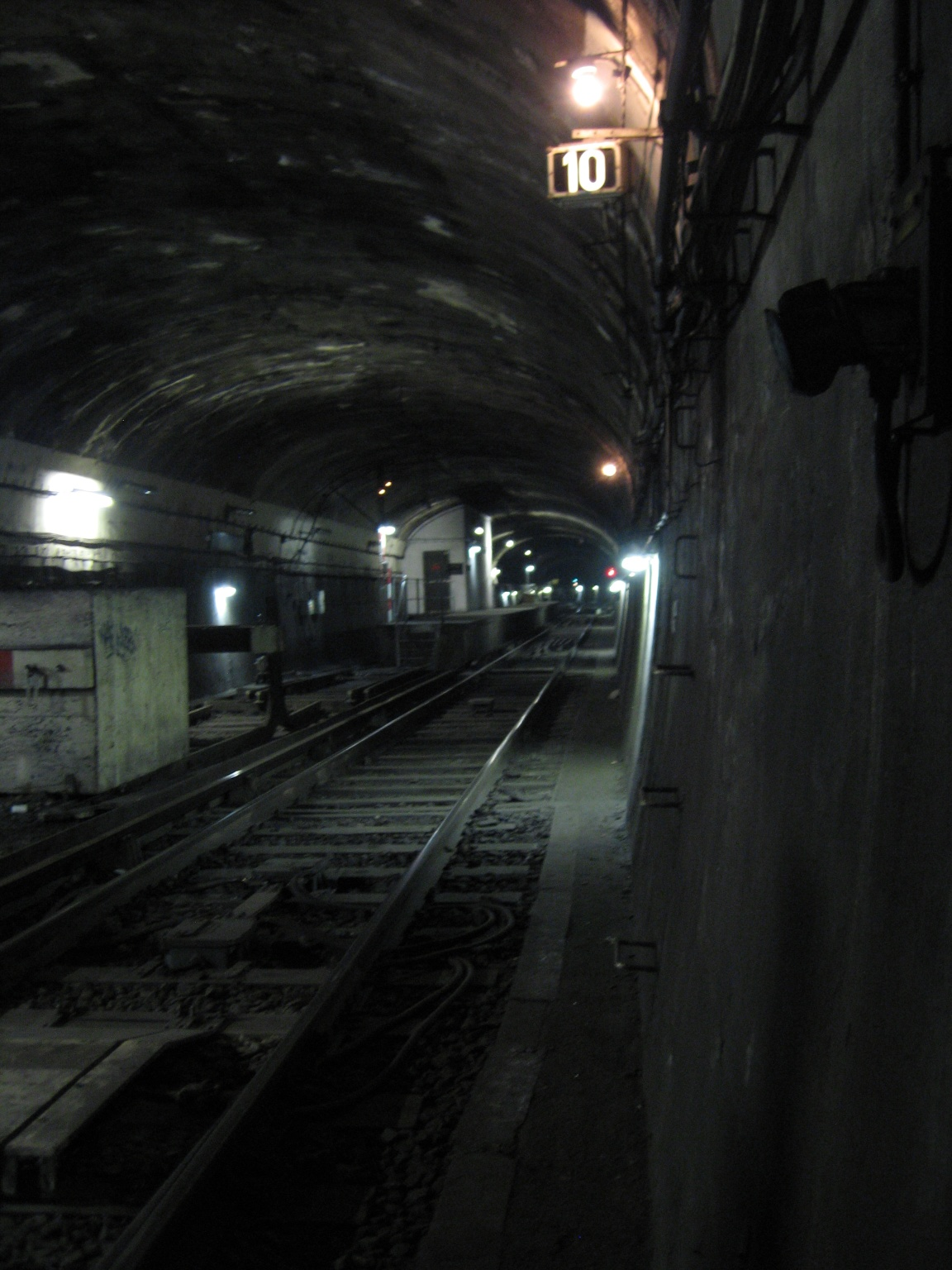
Gleiche Position und Blickrichtung: Links der nachträglich eingebaute Übungsbahnsteig „Gare de l’Est“, ganz hinten mündet das Gleis in den Tunnel der Linie 5
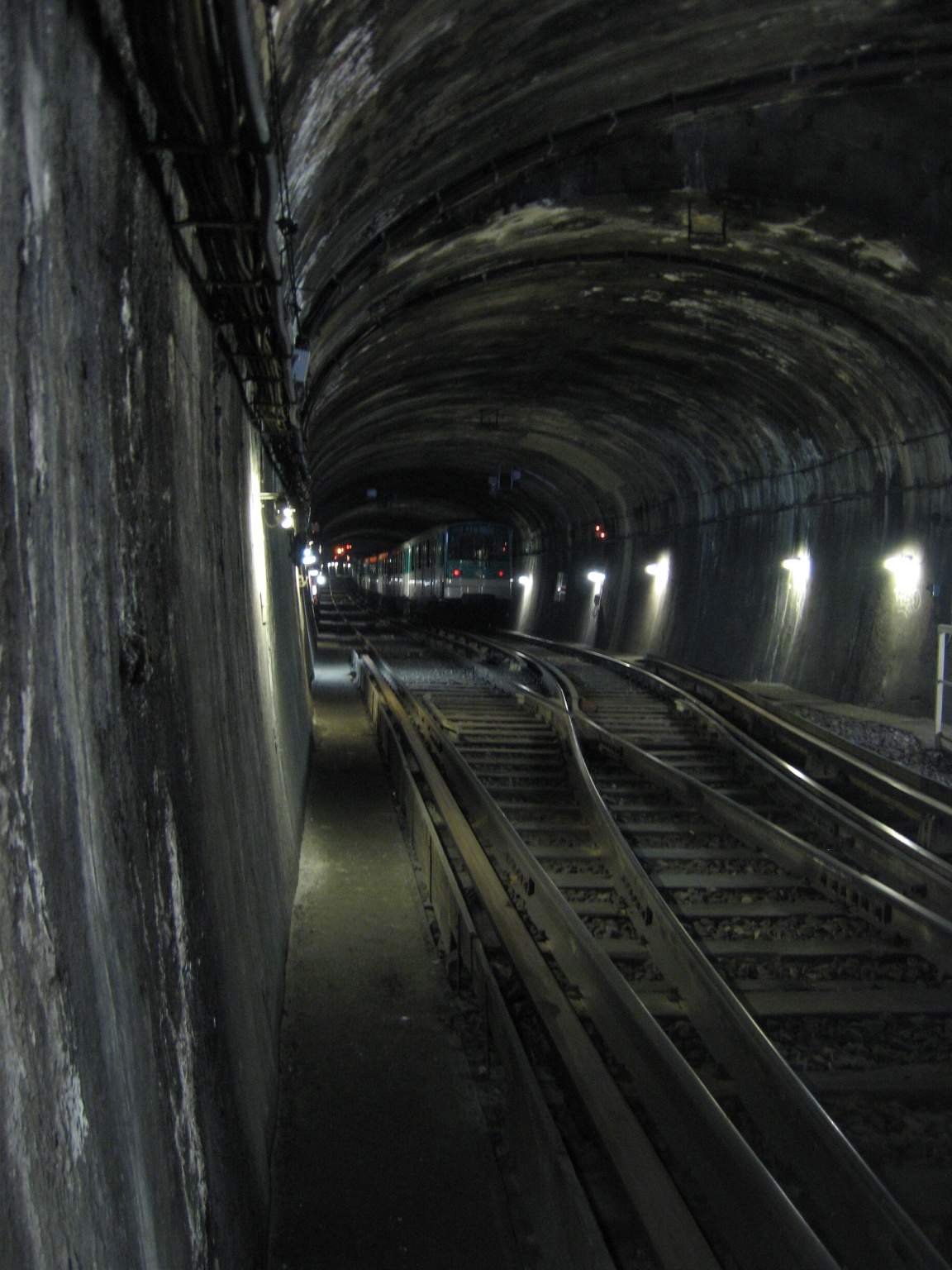
Tunnel unter dem Boulevard de Magenta, Blickrichtung Nordwest: Rechts das zweite Gleis (Voie B), an der linken Tunnelwand nicht erkennbar die fiktive Station „Gare du Nord“

## Rollmaterial
Für die Instruktionsfahrten verfügt das Ausbildungszentrum über eigene Fahrzeuge, die auch im Bereich der Übungsanlage abgestellt sind. Der Fuhrpark besteht üblicherweise aus ausgemusterten Wagen der ältesten schienengebundenen Fahrzeugserien.
Jahrelang war der mit gesickten Seitenwänden gelieferte Edelstahl-Prototyp W2 der Baureihe MF 67 – der sogenannte „Zébulon“ – im USFRT beheimatet. Aufgrund von umfangreichen Vandalismusschäden wurde der 1968 gelieferte und etwa zwölf Jahre lang im Fahrgastverkehr eingesetzte Vorserienzug (mit Ausnahme des Triebwagens M 10004) 2011 verschrottet. Auch die beiden Aluminium-Prototypen C1A (004) und der wegen seiner rosafarbenen Innenausstattung als Bonbonnière bezeichnete C2A (003) wurden im Schulungszentrum eingesetzt. Während letzterer Anfang der 2000er Jahre nochmals in den Linienverkehr gelangte, teilte der C1A im Jahr 2011 das Schicksal des „Zébulon“.
Später kamen zwei von der Linie 9 abgezogene MF 67 D (Nummern 3060 und 3072) auf der Ausbildungsanlage zum Einsatz. 3060 wurde schließlich vom USFRT abgezogen und als Testfahrzeug für die Einführung des OCTYS-Systems an der Station Porte de Charenton umgerüstet. Nachdem diese Aufgabe von einem MF-01-Zug (Nummer 049) übernommen worden war, wurde 3060 im Juli 2011 verschrottet.
Aktuell werden sechs ausgemusterte Züge des Typs MF 67 E von der Linie 2 für das Ausbildungszentrum verwendet (Nummern 311, 314G, 320G, 331, 341 und 349).
Da sie nicht mehr im Personenverkehr eingesetzt werden, sind die Fahrgastsitze in den USFRT-Zügen ausgebaut.

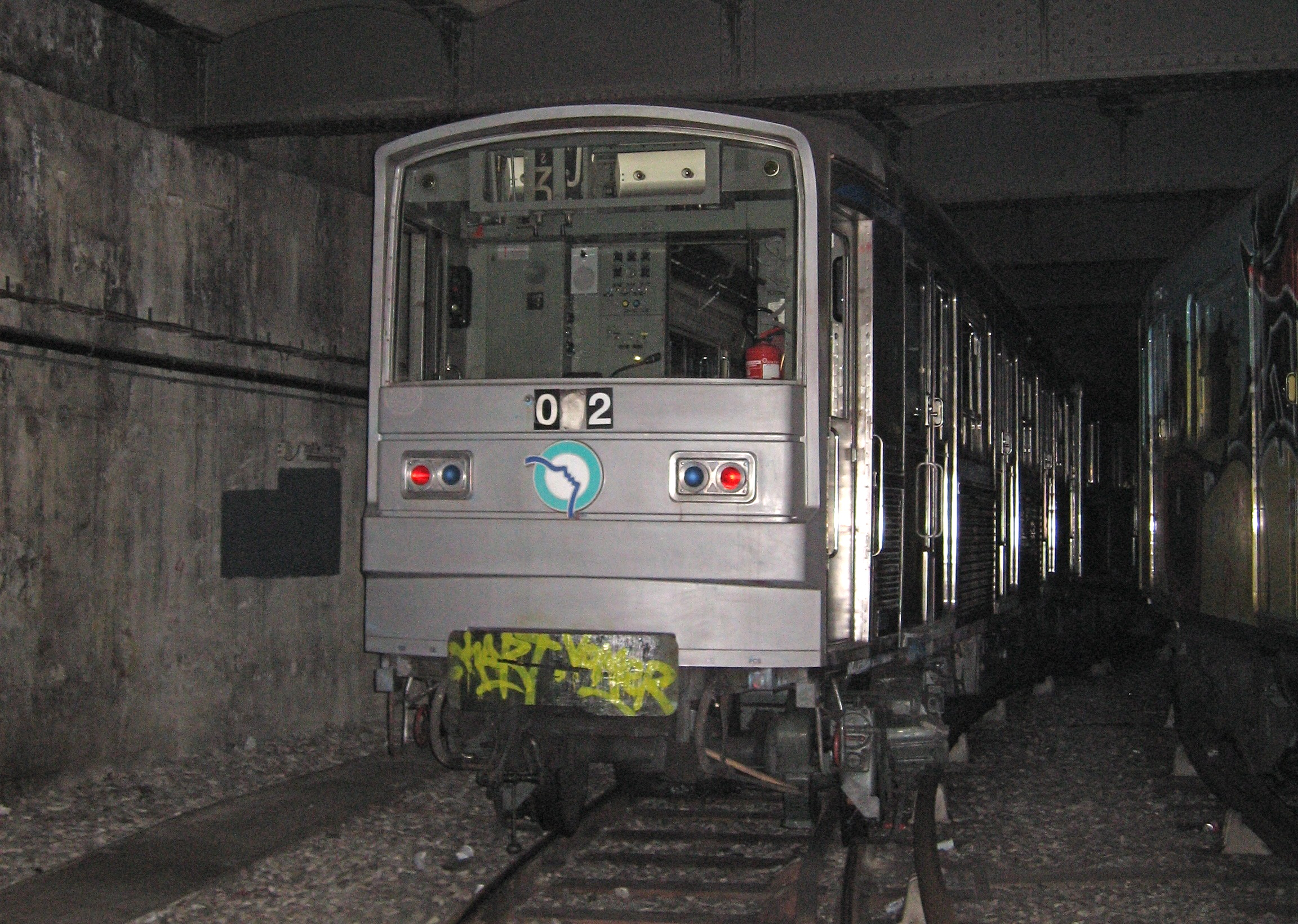
Der „Zébulon“ abgestellt im Außengleis der ehemaligen Wendeschleife des USFRT
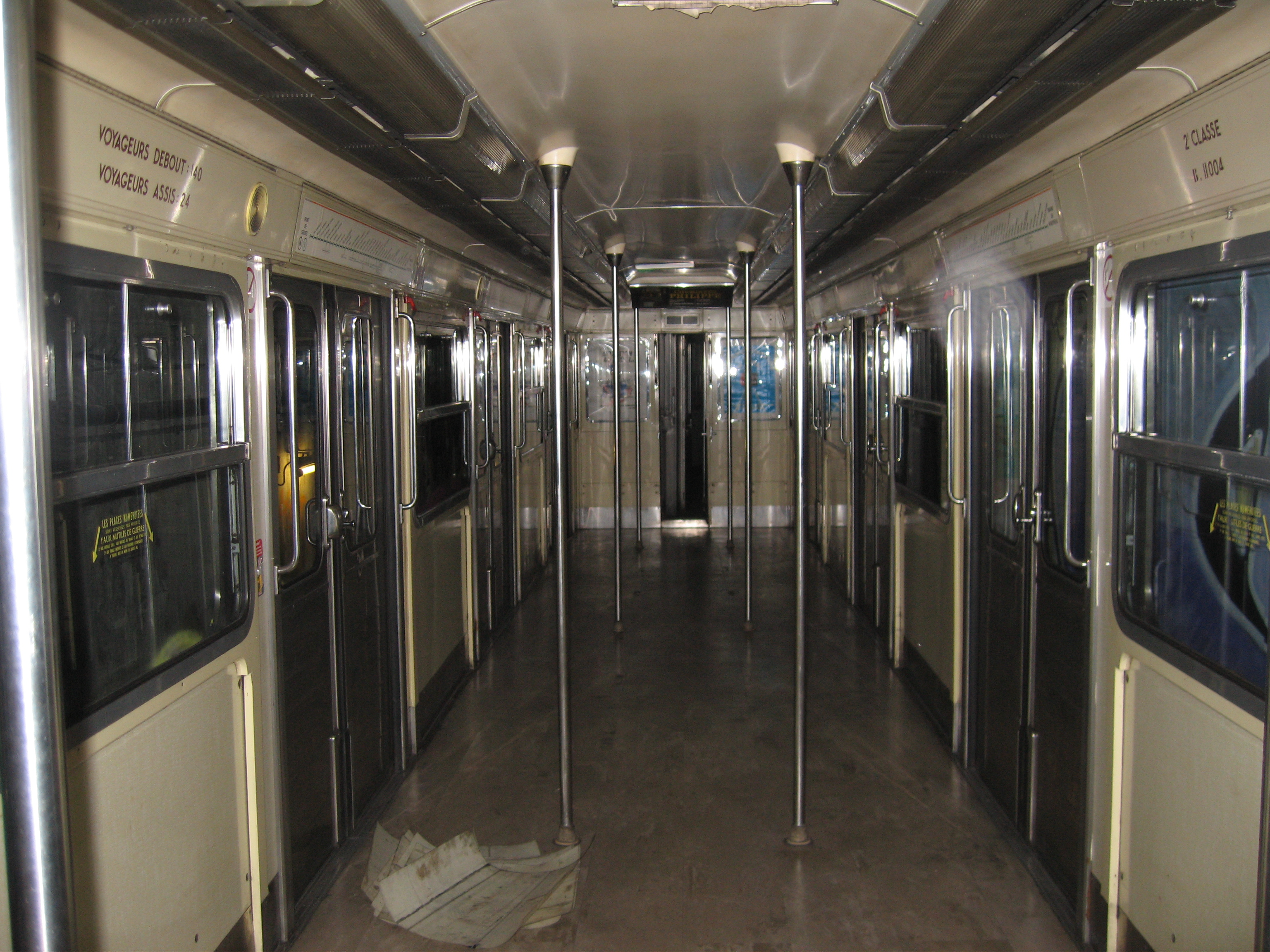
Innenansicht des „Zébulon“ ohne Fahrgastbestuhlung
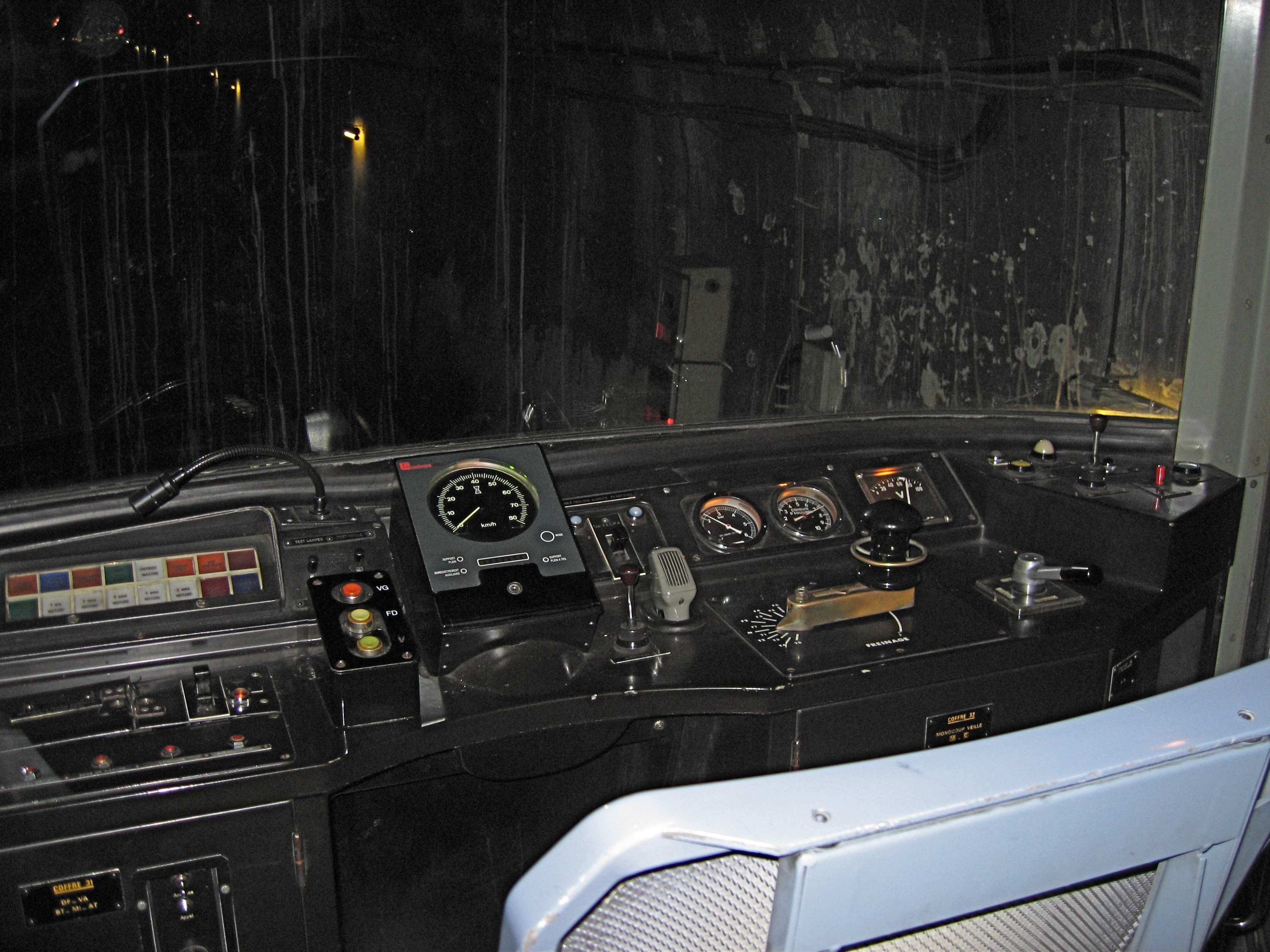
Fahrpult eines MF 67 wie er aktuell im USFRT eingesetzt wird

## Geschichte

### Endbahnhof der Linie 5 (bis 1942)
Nachdem am 15. November 1907 die Linie 5 von der Station Lancry (seit 1946: Jacques Bonsergent) über Gare de l’Est bis Gare du Nord verlängert wurde, war der heutige USFRT-Bahnhof bis zum 12. Oktober 1942 der nördliche Endpunkt der Strecke.
Vom Gare de l’Est verläuft die Linie 5 parallel zur Linie 7 unter der Rue 8 Mai 1945. An der Kreuzung mit dem Boulevard de Magenta zweigt die Linie 5 ab, während die Linie 7 geradeaus unter der Rue de Chabrol weiterführt. Die Linie 5 folgt dem Boulevard de Magenta bis zur Kreuzung mit der Rue de Saint-Quentin, unter der sie nach Norden weiterverläuft. An der Kreuzung mit der Rue la Fayette zweigt der heutige Streckenverlauf der Linie 5 von der alten Wendeschleife ab. Diese führte unter der Rue de Saint-Quentin weiter nach Norden bis zum Vorplatz des Fernbahnhofs Gare du Nord. Mit einer 180-Grad-Kurve unter der Place Napoléon III biegt die Strecke in den Boulevard de Denain ein, wo der ehemalige Endbahnhof erreicht wurde. Über den Boulevard de Magenta ging es von dort aus wieder zurück in Richtung Gare de l’Est.

### Verlängerung der Linie 5 nach Pantin (ab 1942)
Aufgrund der Verlängerung bis Église de Pantin musste die Strecke im Bereich des Nordbahnhofs verlegt werden, sodass die alte Métrostation überflüssig wurde und durch eine neue Anlage südöstlich des Gare du Nord ersetzt wurde.

### Teilabbruch der Wendeschleife zugunsten des RER-Ausbaus
Die unmittelbar nordöstlich des ehemaligen U-Bahnhofs angrenzende Wendeschleife der Linie 5 wurde in den späten 1970er Jahren während des Baus des Tunnels der RER-Linien B und D zwischen Châtelet - Les Halles und Gare du Nord abgebrochen. Der zerstörte Abschnitt befindet sich zwischen der Kreuzung Rue Saint-Quentin und Rue La Fayette und der Kreuzung Rue Saint-Quentin und Rue de Dunkerque.